# Selezione sessuale

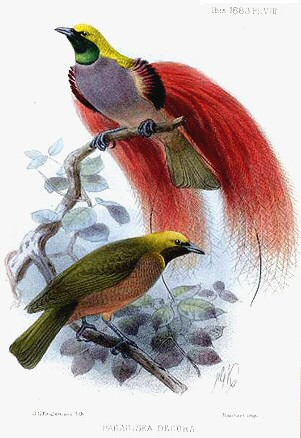
Paradisaea decora by John Gerrard Keulemans (d.1912). I maschi di alcune specie dotati di particolari armi o ornamenti (caratteri sessuali secondari), atti a favorire la preferenza verso di loro delle femmine per l'accoppiamento, risulteranno avvantaggiati e lasceranno più figli. I caratteri sessuali secondari così evolveranno, passando alle generazioni successive e perfezionandosi di generazione in generazione.

La selezione sessuale è una forma di selezione naturale in cui un sesso preferisce una caratteristica specifica in un individuo dell'altro sesso. I pavoni mostrano una selezione sessuale, in quanto le femmine di pavone cercano pavoni maschi con più "occhi" sulle penne della coda. Ciò fa sì che i pavoni maschi con più occhi si riproducano di più, portando i pavoni con più occhi a diventare più comuni nelle generazioni successive.

La selezione sessuale è un meccanismo evolutivo. Tale modalità di selezione è un elemento importante della teoria sulla selezione naturale di Charles Darwin. Il paradigma esplicativo formulato da Darwin nel suo libro del 1859 L'origine delle specie recita:
(Charles Darwin)
Nel 1871, con l'opera L'origine dell'uomo e la selezione sessuale, Darwin amplia notevolmente il trattamento della selezione sessuale. Questa opera di 900 pagine, suddivisa in due volumi, comprende: 70 pagine di descrizione dell'operato della selezione sessuale nell'evoluzione umana e 500 pagine di azione della selezione sessuale in altri animali, la selezione sessuale emerge dalla fatica nel riprodursi.
Il paradigma esplicativo pertanto è:
(Charles Darwin)

## Concetti della Selezione sessuale
Il meccanismo di selezione sessuale si innesca a partire dalla constatazione che molti animali sviluppano caratteristiche la cui funzione non è quella di favorirne la sopravvivenza, ma aiutarli a massimizzare il loro successo riproduttivo. Ciò può essere realizzato tramite due modalità differenti:

### Selezione intersessuale
Lo sviluppo di caratteri fenotipici i quali risultano attraenti per il sesso opposto, tale modalità di competizione avviene fra i due sessi, ciò porta alla scelta intersessuale, o scelta di partner. Gli individui di un sesso (generalmente le femmine) sono particolarmente esigenti nella scelta del compagno.

### Selezione intrasessuale
La selezione intrasessuale riguarda individui dello stesso sesso che competono tra loro; i vincitori avranno accesso alla riproduzione con individui del sesso opposto. Spesso, associati a questa competizione, le specie sviluppano tratti sessuali secondari (chiamati armamenti) volti ad intimidire, scoraggiare o sconfiggere i rivali dello stesso sesso.

### Scelta intersessuale o intrasessuale
La selezione sessuale si attua su una base di scelta. La decisione può essere presa da un sesso sull'altro (intersessuale), ovvero la "scelta del compagno" o la "scelta della femmina"; oppure essere presa all'interno di uno stesso sesso, per esempio tramite competizione "maschio-maschio" o "femmina-femmina". In questo caso l'individuo vincitore della competizione si arroga il diritto a riprodursi.

### Sesso limitante
Il sesso limitante è il sesso che ha il maggiore investimento nelle cure della prole; generalmente coincide con il sesso femminile, su cui viene esercitata la maggior pressione per prendere una buona decisione riguardo al compagno.
Il sesso limitante pertanto, nei casi di selezione intersessuale è direttamente chiamato a scegliere con quale individuo del sesso opposto riprodursi, mentre nei casi di selezione intrasessuale sceglie indirettamente, in quanto la capacità di sopraffare tutti i rivali da parte dell'individuo dell'altro sesso è segnale di un buon assetto genico e quindi di buone caratteristiche ereditabili dai figli.

### Fashion fad
Il fenomeno del "Fashion fad" si verifica nei casi in cui opera la selezione intersessuale, a seguito della variabilità all'interno di ogni specie, in un individuo può comparire una caratteristica allettante per il sesso opposto, tale caratteristica porta ad una direzione arbitraria in quanto i portatori di tale variante si riprodurranno maggiormente tramandando tale nuova caratteristica ai loro discendenti ed in tempi relativamente rapidi tutti gli individui della popolazione risulteranno portatori di tale carattere, per questo motivo viene anche denominato effetto "moda". Un fenomeno simile può verificarsi anche indirettamente nei casi in cui opera la selezione intrasessuale, in quanto la normale selezione naturale può favorire gli individui portatori di caratteristiche migliori: atte a sviluppare modi più efficienti di uccisione, di fuga da altre specie, artigli più forti o corni particolarmente affilati, se tali attributi, oltre ad essere vantaggiosi per procurarsi il cibo e per sopravvivere donano anche un vantaggio al sesso non-limitante che gli consenta di dominare il partner e sottomettere più facilmente eventuali competitori sessuali, tali individui si riprodurranno maggiormente e sotto il duplice effetto della selezione naturale e della selezione sessuale intrasessuale, propagheranno i nuovi caratteri alla progenie.

### Relazioni con altri meccanismi selettivi

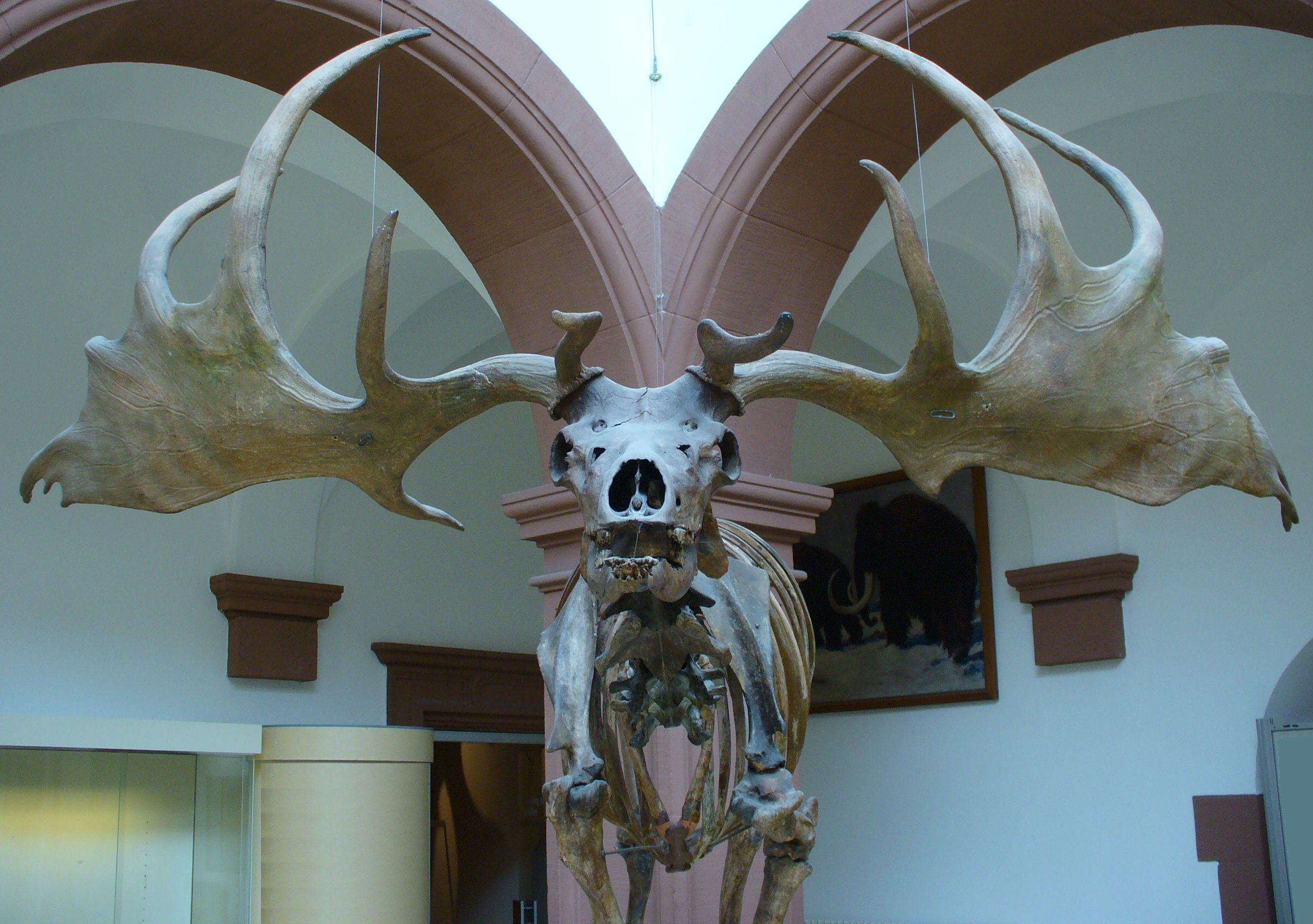
Megaloceros giganteus

La selezione sessuale crea a volte caratteristiche mostruosamente assurde che, nei casi in cui la selezione naturale confligga con questi caratteri, potrebbero aiutare a causare l'estinzione di una specie, come è stato suggerito per le corna giganti del Megaloceros giganteus, che si estinse nel Pleistocene. Tuttavia, la selezione sessuale può anche agire nella stessa direzione della Selezione naturale portando a fenomeni speciativi più rapidi.

## Il collo della Giraffa

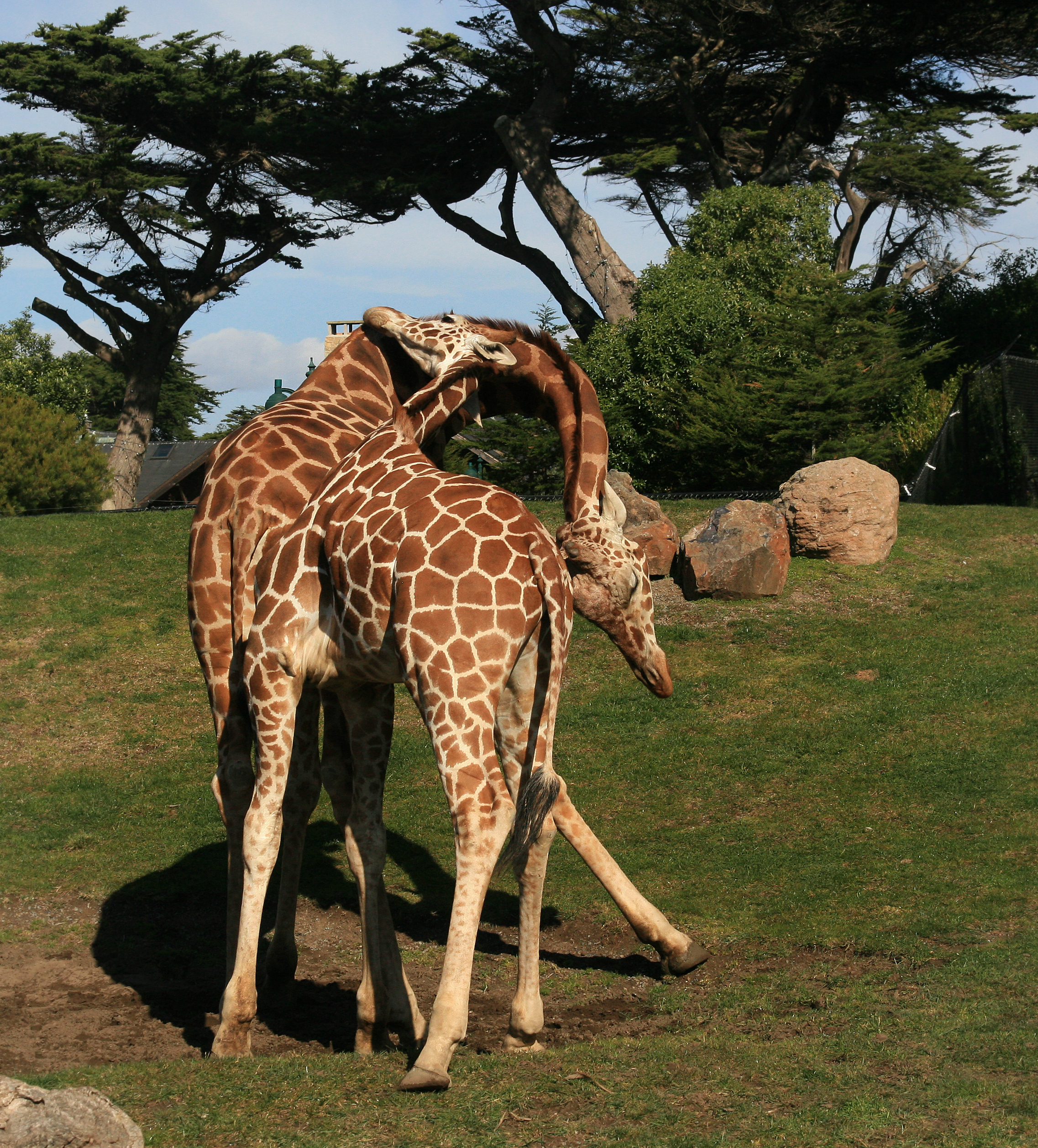
Due maschi di giraffa lottano a colpi di collo

Le indagini sulle origini evolutive del collo delle specie appartenenti al genere Giraffa, hanno ampiamente dimostrato che le forze di selezione naturale hanno favorito gli esemplari in grado di foraggiarsi assumendo cibo ad altezze più elevate. Milioni di anni fa, i progenitori delle attuali giraffe non avevano colli lunghi ma presentavano una certa variabilità. A causa della forte concorrenza tra la giraffa e raccoglitori rivali (altri erbivori), gli esemplari con il collo più corto subirono una forte pressione negativa, vista la scarsità di cibo dovuta alla concorrenza con gli altri erbivori, mentre le giraffe con il collo un po' più lungo ebbero una più ampia gamma di scelta alimentare (sulla base dell'altezza) e quindi sono stati favoriti gli esemplari con il collo più lungo.
Tuttavia è stato osservato che se anche l'altezza complessiva della giraffa è di circa 6 metri, essa si nutre ancora di fogliame mediamente presente a 2 metri dal suolo. Inoltre i concorrenti: kudu, impala, e raficero non si nutrono ad altezze superiori ai 2 metri, la giraffa preferisce alimentarsi all'altezza delle spalle, circa due metri. Questo è peculiare in quanto il suo collo le permetterebbe di alimentarsi ad altezze molto maggiori e non dover competere con kudu ed impala.
La lunghezza del collo nella giraffa però è favorita anche dalla selezione sessuale. È noto che i maschi spesso lottano a colpi di collo con altri maschi al fine di assumere una posizione dominante, pertanto sia la selezione naturale che la selezione sessuale intrasessuale sembrano agire sulla giraffa al fine di favorire gli individui con il collo più lungo, nonostante le abitudini alimentari degli individui stessi apparentemente non spingano oltre una certa lunghezza, nella selezione per un allungamento del collo.
Vi è anche da osservare che il lungo collo rende complesso per le giraffe l'atto di abbeverarsi alle pozze, rendendole maggiormente esposte ad agguati da parte di predatori.

## In diversi taxa
La selezione sessuale è ampiamente distribuita tra gli eucarioti, e si verifica nelle piante, nei funghi e negli animali. A partire dalle osservazioni pionieristiche di Darwin sugli esseri umani, è stata studiata intensamente tra insetti, ragni, anfibi, rettili squamati, uccelli e mammiferi, rivelando molti comportamenti distintivi e adattamenti fisici.

### Nei mammiferi
Darwin ipotizzò che i tratti ereditari come la barba, la mancanza di peli e la steatopigia in diverse popolazioni umane siano il risultato della selezione sessuale negli esseri umani. Gli esseri umani sono sessualmente dimorfici; le femmine selezionano i maschi utilizzando fattori tra cui il tono della voce, la forma del viso, la muscolosità e l'altezza.
Tra i molti casi di selezione sessuale nei mammiferi c'è un estremo dimorfismo sessuale, con maschi fino a sei volte più pesanti delle femmine, e maschi che lottano per il predominio tra gli elefanti marini. I maschi dominanti stabiliscono grandi harem di diverse dozzine di femmine; i maschi senza successo possono tentare di accoppiarsi con le femmine di un maschio dell'harem se il maschio dominante è disattento. Ciò costringe il maschio dell'harem a difendere il suo territorio continuamente, senza nutrirsi per ben tre mesi.
Anche nei mammiferi si osserva l'inversione dei ruoli sessuali, come nei suricati altamente sociali, dove una femmina di grandi dimensioni è dominante all'interno di un branco e si osserva una competizione tra femmine. La femmina dominante produce la maggior parte della prole; le femmine subordinate non si riproducono, fornendo cure altruistiche ai piccoli.

### Negli artropodi
La selezione sessuale avviene in una vasta gamma di specie di ragni, sia prima che dopo la copulazione. La selezione sessuale post-copulatoria comporta la competizione degli spermatozoi e la scelta femminile criptica. La competizione degli spermatozoi avviene quando lo sperma di più di un maschio compete per fecondare l'uovo della femmina. La scelta femminile criptica comporta l'espulsione dello sperma di un maschio durante o dopo le copulazioni.
Tra gli insetti esistono molte forme di selezione sessuale. Le cure parentali sono spesso fornite da insetti femmine, come nelle api, ma le cure parentali maschili si trovano negli insetti acquatici belostomatidi, dove il maschio, dopo aver fecondato le uova, consente alla femmina di incollarle sul proprio dorso. Le cova fino a quando le ninfe si schiudono 2-4 settimane dopo. Le uova sono grandi e riducono la capacità del maschio di fecondare altre femmine e catturare prede, e aumenta il rischio di predazione.
Tra le lucciole, i maschi volano nell'oscurità ed emettono un modello di lampi di luce specifico della specie, a cui rispondono le femmine ricettive appollaiate. Il colore e la variazione temporale dei lampi contribuiscono al successo nell'attrarre le femmine. Tra i coleotteri, la selezione sessuale è comune. Nel Tenebrio molitor i maschi rilasciano feromoni per attrarre le femmine ad accoppiarsi. Le femmine scelgono i compagni in base al fatto che siano infette e alla loro massa.

### Nei molluschi
La selezione intersessuale post-copulatoria avviene nell'Idiosepius paradoxus. I maschi posizionano i loro spermatangi in una posizione esterna sul corpo della femmina, la quale rimuove fisicamente gli spermatangi dei maschi che si presume favorisca meno.

### Negli anfibi e nei rettili

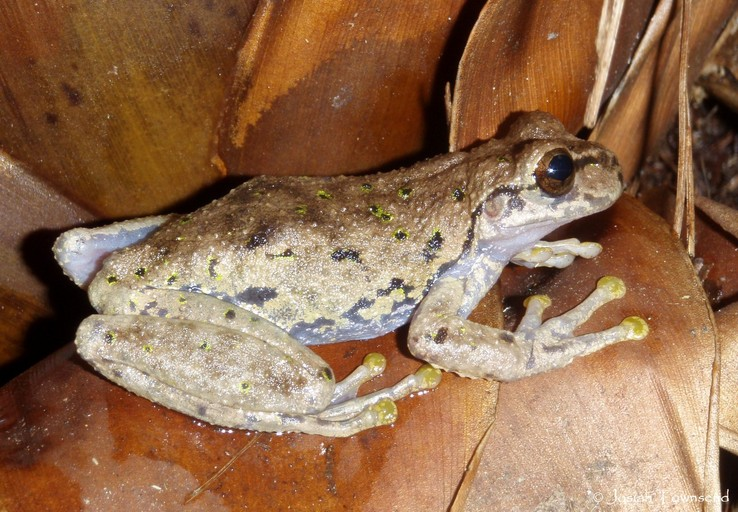
Plectrohyla dasypus (rana Spikethumb)

Molti anfibi hanno stagioni riproduttive annuali con competizione tra maschi. I maschi arrivano per primi in gran numero al bordo dell'acqua e producono un'ampia gamma di vocalizzazioni per attrarre le compagne. Tra le rane, i maschi più adatti hanno i gracidii più profondi e i territori migliori; le femmine selezionano i loro compagni almeno in parte in base alla profondità del gracidio. Ciò ha portato al dimorfismo sessuale, con femmine più grandi dei maschi nel 90% delle specie e maschi che combattono per accedere alle femmine. Si suggerisce che le rane Spikethumb si impegnino in una competizione tra maschi con il loro prepollex (un dito non sviluppato che cresce sul lato interno dell'arto anteriore) allungato per mantenere il loro sito di accoppiamento. Il prepollex, che funge da dito rudimentale, contiene una spina sporgente che può essere utilizzata durante questo combattimento, lasciando cicatrici sulla testa e sugli arti anteriori degli altri maschi. Alcune specie, come P. bibronii, sono poliandre, con una femmina che si accoppia con più maschi.
I serpenti usano molte tattiche diverse per acquisire delle compagne. Il combattimento rituale tra maschi per le femmine con cui vogliono accoppiarsi include il topping, un comportamento esibito dalla maggior parte dei viperidi in cui un maschio si attorciglia attorno al corpo anteriore sollevato verticalmente del suo avversario e lo spinge verso il basso. È comune che si verifichino morsi al collo mentre i serpenti sono intrecciati.

### Negli uccelli
Gli uccelli hanno sviluppato un'ampia varietà di comportamenti di accoppiamento e molti tipi di selezione sessuale. Questi includono la selezione intersessuale (scelta femminile) e la competizione intrasessuale, dove gli individui del sesso più abbondante competono tra loro per il privilegio di accoppiarsi. Molte specie, in particolare gli uccelli del paradiso, sono dimorfici sessualmente; le differenze come le dimensioni e la colorazione sono attributi energeticamente costosi che segnalano un allevamento competitivo. I conflitti tra l'idoneità di un individuo e gli adattamenti di segnalazione assicurano che gli ornamenti selezionati sessualmente come la colorazione del piumaggio e il comportamento di corteggiamento siano tratti onesti. I segnali devono essere costosi per garantire che solo gli individui di buona qualità possano presentare questi ornamenti e comportamenti sessuali esagerati. I maschi con il piumaggio più luminoso sono favoriti dalle femmine di molteplici specie di uccelli.
Molte specie di uccelli utilizzano richiami di accoppiamento: le femmine preferiscono i maschi con canti complessi e vari in ampiezza, struttura e frequenza. I maschi più grandi hanno canti più profondi e un maggiore successo nell'accoppiamento.

### Nelle piante e nei funghi
Le piante da fiore hanno molte caratteristiche sessuali secondarie soggette a selezione sessuale, tra cui la simmetria floreale se gli impollinatori visitano i fiori in modo assortito in base al grado di simmetria, la produzione di nettare, la struttura floreale e le infiorescenze, così come i dimorfismi sessuali.
I funghi sembrano utilizzare la selezione sessuale, sebbene spesso si riproducano anche asessualmente. Nei Basidiomiceti, il rapporto tra i sessi è sbilanciato verso i maschi, il che implica una selezione sessuale. La competizione maschio-maschio per la fecondazione si verifica nei funghi, compresi i lieviti. La segnalazione dei feromoni è utilizzata dai gameti femminili e dai conidi, il che implica la scelta maschile in questi casi. Può verificarsi anche una competizione femmina-femmina, indicata dall'evoluzione molto più rapida dei geni a orientamento femminile nei funghi.